# Nuanjärvi
Nuanjärvi är en sjö i Finland. Den ligger i kommunen Utajärvi i landskapet Norra Österbotten, i den centrala delen av landet, 500 km norr om huvudstaden Helsingfors. Nuanjärvi ligger 134,9 meter över havet. I omgivningarna runt Nuanjärvi växer i huvudsak blandskog. Arean är 65 hektar och strandlinjen är 3,25 kilometer lång. Sjön  ingår i Kiminge älvs huvudavrinningsområde. 
I övrigt finns följande vid Nuanjärvi:
- Piltunkijoki (ett vattendrag)
- Säynäjäjärvi (en sjö)